# Røysetfjord
Der Røysetfjord (norwegisch Røysetfjorden) ist ein Sund und eine südöstliche Fortsetzung der großen Bucht Sildegap an der Westküste Norwegens im Fylke Vestland. Er liegt in seiner Gesamtheit in der Kommune Stad und hat seinen Namen nach dem kleinen Ort Røyset auf dem Nordufer der Insel Barmøya.
Der Røysetfjord verläuft zwischen den beiden Inseln Selja im Nordosten und Barmøya im Südwesten über etwa 4,5 km Länge von Nordwesten nach Südosten. An seiner schmalsten Stelle ist er 2 km breit.
Im Südosten schließt sich ab der kleinen Halbinsel Salta der Moldeford nach Südosten an. Bereits vor Salta zweigt bei Selje, dem Verwaltungszentrum der Kommune, der Hovsund nach Norden ab; er verläuft zwischen der Halbinsel Stadlandet und der Insel Selja. Ebenfalls dort zweigt der Barmsund zwischen Barmoya und dem Festland nach Südwesten ab.